# Emmelie Konradsson

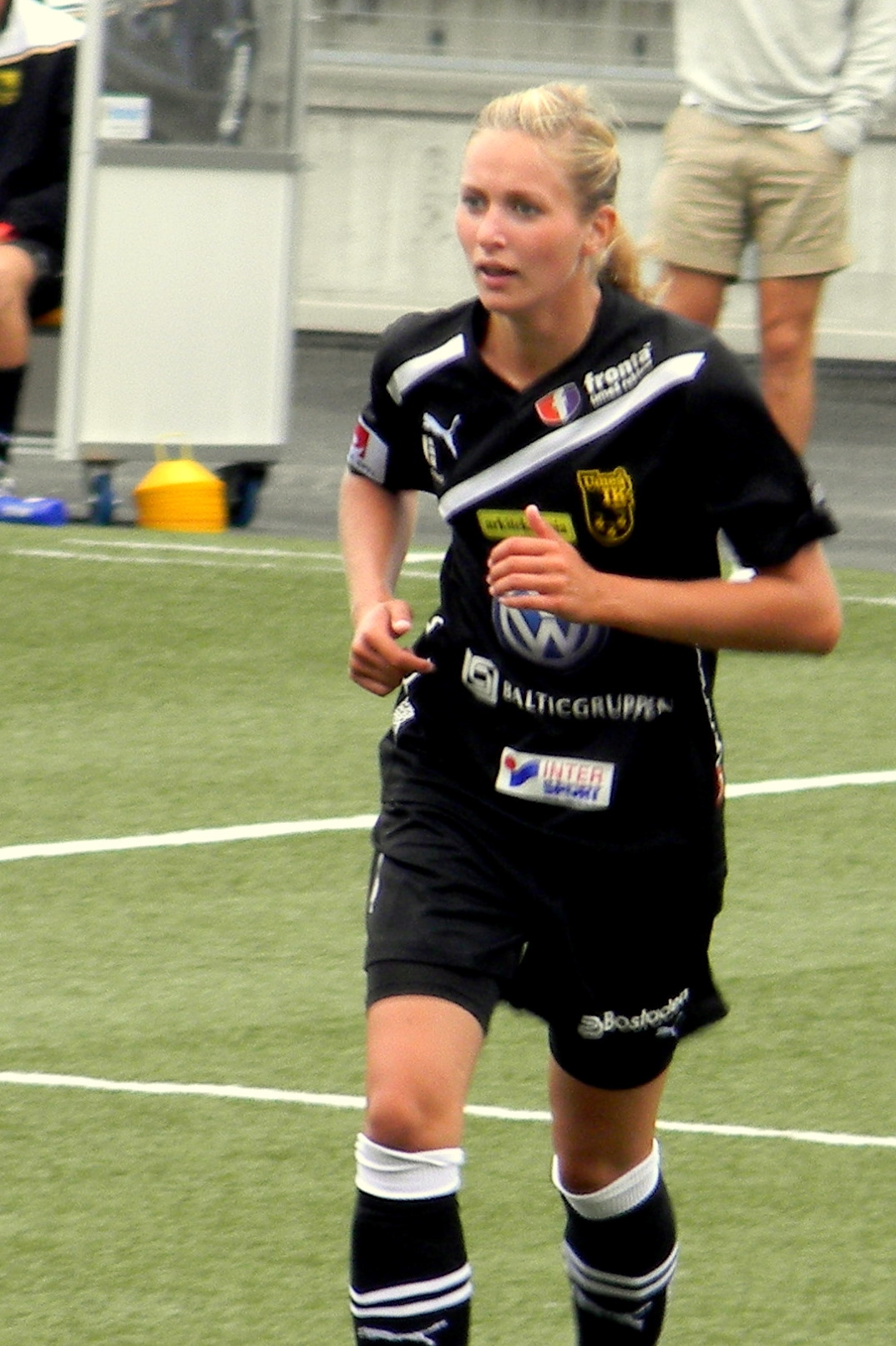
Emmelie Konradsson

Emmelie Konradsson (* 9. April 1989) ist eine schwedische Fußballspielerin. Die Mittelfeldspielerin nahm mit der schwedischen Nationalmannschaft an der Europameisterschaftsendrunde 2013 teil.

## Werdegang
Konradsson spielte in der Jugend bei Umeå Södra FF. Über Umedalens IF kam sie im Januar 2007 zu Umeå IK damfotboll, wo der seinerzeitige Cheftrainer Andrée Jeglertz ihr Passspiel und ihren Vorwärtsdrang lobte. Bei den Meisterschaftsgewinnen in den Spielzeiten 2007 und 2008 gehörte sie zum Kader, etablierte sich aber erst in der Folge in der Stammformation. Auch in den Endspielen um die UEFA Women’s Cups 2006/07 bzw. 2007/08 saß sie jeweils – ohne eingesetzt zu werden – auf der Ersatzbank, gegen Arsenal LFC respektive den 1. FFC Frankfurt gingen diese verloren.
Im Jahr 2011 spielte Konradsson sich in die Nationalmannschaft und debütierte im November gegen Kanada. Während sie im Klub in der Folgezeit unumstrittene Stammspielerin war, gehörte sie nur unregelmäßig zu den eingesetzten Nationalspielerinnen. Letztlich nominierte Nationaltrainerin Pia Sundhage sie für die EM-Endrunde 2013 im eigenen Land, wo ihr die Rolle als Ergänzungsspielerin blieb: einzig beim 4:0-Erfolg über Island im Viertelfinale kam sie als Einwechselspielerin für Lotta Schelin zu einem Kurzeinsatz.